# Magda Kopczyńska
Magda Kopczyńska ist eine hohe polnische EU-Beamtin und leitet seit Juli 2023 als Generaldirektorin die Generaldirektion Mobilität und Verkehr (DG MOVE).

## Leben
Magda Kopczyńska erhielt Studienabschlüsse in Anglistik an der Krakauer Jagiellonen-Universität und Kommunikationswissenschaften an der Universität Warschau. Sie war zunächst in der Warschauer Stadtverwaltung und im Büro des Bürgermeisters tätig. Sie leitete dann drei Jahre lang das Brüsseler Büro der polnischen Arbeitgebervereinigung Letwiatan. Im Dienste der Europäischen Kommission durchlief sie ab 2006 eine Karriere in den Generaldirektionen Binnenmarkt (bis 2009), Verkehr (2009 bis 2011) und Maritimes (2011 bis 2014). Ab Mai 2014 war sie Direktorin für Innovative und nachhaltige Mobilität in der DG MOVE, von 2016 bis 2022 dort Direktorin für 
Wassertransport.